# 유지니아 길버트

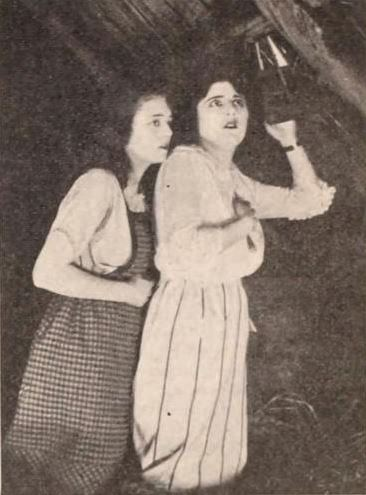

유지니아 길버트(Eugenia Gilbert, 1902년 11월 18일 ~ 1978년 12월 8일)는 미국의 배우, 영화배우이다.
이스트오렌지에서 태어났으며 샌타모니카에서 사망하였다.

## 영화
- 화이트 고릴라 (1945년)